# Pilar Dughi
Pilar Dughi (Lima, 5 de abril de 1956 - 6 de março de 2006) é uma escritora e psiquiatra peruana. Considera-se, junto com Laura Riesco, como uma das escritoras peruanas mais representativas da segunda metade do século XX. Concluiu seus estudos de psiquiatra e literatura em diversas universidades e dedicou-se durante sua vida a estas duas paixões. 
Como psiquiatra trabalhou em diversas ONG dedicadas principalmente ao apoio de mulheres e meninos de seu país. Também como psiquiatra foi consultora de Unicef em 1993, o que lhe permitiu viajar por diferentes localidades da Amazónia e dos Andes colaborando em campanhas de apoio aos meninos afectados por qualquer tipo de violência nestas zonas. 
Fez parte da associação feminista Centro da mulher peruana Flora Tristán na qual conheceu as também escritoras Mariella Sala e Carmen Ollé. Foi autora de uma novela, Puñales escondidos, vários contos ou relatos curtos e uma obra póstuma recompilatória, A horda primitiva, na que também se publicou o relato inédito Los guiños del destino.